# Gaston Cornereau
Louis Gaston Cornereau (Gannat, 31 de agosto de 1888-Chemilly, 5 de julio de 1944) fue un deportista francés que compitió en esgrima, especialista en la modalidad de espada. Ganó una medalla de bronce en el Campeonato Mundial de Esgrima de 1922 en la prueba individual.

## Palmarés internacional
| Campeonato Mundial | Campeonato Mundial | Campeonato Mundial | Campeonato Mundial |
| Año                | Lugar              | Medalla            | Prueba             |
| ------------------ | ------------------ | ------------------ | ------------------ |
| 1922               | París (Francia)    | Medalla de bronce  | Espada individual  |